# Металеве кріплення

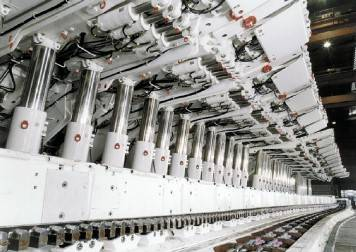
Агрегатне гідравлічне кріплення для лав

Кріплення металеве (сталеве), (англ. steel supports; нім. Metallausbau m, Stahlausbau m) — гірниче кріплення з металевих складових елементів і вузлів. Застосовується в осн. на вугільних і сланцевих шахтах. Поділяється на кріплення вертикальних, горизонтальних і похилих виробок, їх сполучень і очисних виробок. К.м. вертикальних виробок виготовляють з чавунних або сталевих тюбінгів. Найпоширеніший вид кріплення шахтних горизонтальних і похилих виробок — сталеве рамне кріплення, елементи якого виготовляють з прокатних профілів сталі. На вітчизняних вугільних шахтах сталеве аркове кріплення займає близько 90 %, кільцеве, трапецієподібне та ін. — близько 5 % об'ємів кріплення. В очисних виробках застосовують кріплення металеве індивідуальне, а також кріплення механізоване. Сталь застосовують також в кріпленні анкерному. Переваги М.к.: висока тримкість, міцність, довговічність, можливість повторного використання, вогнестійкість. Осн. недоліки: висока вартість, схильність до корозії. У звичайних умовах рекомендується для виробок з терміном служби до 20-25 років.
Кріплення металеве індивідуальне, (англ. unitary steel strut,  unitary metal support; нім. Einzelstempel  m) — конструктивний різновид металевого кріплення очисних виробок, що складається з окремих, не пов'язаних між собою конструктивно рам чи стояків, які переставляються слідом за посуванням вибою без застосування засобів механізації.
- П р и в и б і й н е К.м.і. призначене для підтримки покрівлі в робочому просторі очисної виробки. Складається зі стояків і верхняків. Це кріплення встановлюють в одну лінію вздовж очисного вибою перпендикулярно ґрунту пласта, прибираючи (в міру посування вибою) з боку виробленого простору. Металеві стояки для очисних вибоїв за характером взаємодії з покрівлею і ґрунтом та запобігання перевантаженню поділяють на жорсткі і податливі.

- П о с а д о ч н е К.м.і. використовують для управління обваленням покрівлі. Складається воно зі стояків із збільшеним робочим опором, які встановлюють в ряд або в шаховому порядку по лінії обвалення покрівлі паралельно лінії вибою на межі з виробленим простором, що погашається; пересувають (переносять) послідовно (кожен посадочний стояк) на крок, пов'язаний з кроком посування вибою